# Larry Andreasen
Pour les articles homonymes, voir Andreasen.
Larry Andreasen, né le 13 novembre 1945 à Long Beach (Californie) et mort le 26 octobre 1990 à Los Angeles, est un plongeur américain.

## Carrière
Larry Andreasen participe aux Jeux olympiques de 1964 à Tokyo et remporte la médaille de bronze au tremplin 3 mètres.